# Гемоглобинопатии
Гемоглобинопатия — группа наследственных заболеваний крови и патологий, которые в первую очередь поражают эритроциты. Это моногенные нарушения, и в большинстве случаев они наследуются как аутосомно-доминантные признаки.
Есть две основные группы гемоглобинопатий: аномальные структурные варианты гемоглобина, вызванные мутациями в генах, кодирующих его, и талассемии, которые вызваны недостаточным синтезом нормальных молекул гемоглобина. Основными структурными разновидностями гемоглобина являются HbS, HbE и HbC . К основными видами талассемии относятся альфа-талассемия и бета-талассемия.
Эти две патологии могут сочетаться, потому что некоторые состояния, которые вызывают аномалии в структурах белков гемоглобина, также влияют на их синтез. Некоторые структурные разновидности гемоглобина не вызывают патологии или анемии и поэтому часто не классифицируются как гемоглобинопати.

## Структурная биология гемоглобина
Нормальные варианты гемоглобинов человека представляют собой тетрамерные белки, которые содержат две пары глобиновых цепей, каждая из которых состоит из одной альфа-подобной (α-подобной) цепи и одной бета-подобной (β-подобной) цепи. Каждая цепь белка глобина связана с железосодержащим фрагментом гема. На протяжении всей жизни синтез альфа-подобных и бета-подобных (называемых также неальфа-подобными) цепей уравновешен, так что их соотношение относительно постоянно и нет избытка того или иного типа.
Специфические α- и β-подобные цепи, которые включены в гемоглобин, строго регулируются во время развития: 
- Эмбриональные гемоглобины экспрессируются уже на четвертой-шестой неделе эмбриогенеза и исчезают примерно на восьмой неделе беременности, поскольку они замещаются фетальными гемоглобинами[8][9]. Эмбриональные гемоглобины включают:
  - Hb Гоувер-1, состоящий из двух ζ-глобинов (зета-глобинов) и двух ε-глобинов (эпсилон-глобинов) (ζ2ε2)
  - Hb Гоувер-2, состоящий из двух альфа-глобинов и двух эпсилон-глобинов (α2ε2)
  - Hb Портланд, состоящий из двух дзета-глобинов и двух гамма-глобинов (ζ2γ2)
- Фетальный Hb (Hb F) синтезируется примерно с восьми недель беременности до рождения и составляет примерно 80% гемоглобина у доношенных новорожденных. Он снижается в течение первых нескольких месяцев жизни и в норме составляет <1% от общего гемоглобина к возрасту раннего детства. Hb F содержит две альфа-глобинов и двух гамма-глобинов (α2γ2).
- Взрослый Hb (Hb A) является преобладающим гемоглобином у детей в возрасте шести месяцев и старше; он составляет 96-97% общего гемоглобина у лиц без гемоглобинопатии. Он состоит из двух цепей альфа-глобинов и двух - бета-глобинов (α2β2).
- Hb A2 — это неосновной гемоглобин взрослого человека, который обычно составляет примерно 2,5–3,5% от общего гемоглобина, начиная с шестимесячного возраста. Он состоит из двух альфа-глобинов и двух дельта-глобинов (α2δ2).

## Классификация гемоглобинопатий

### А) Качественные

#### Структурные аномалии
Варианты гемоглобина: структурные разновидности гемоглобина — это качественные нарушения синтеза, которые приводят к изменениям структуры (первичной, вторичной, третичной и/или четвертичной) молекулы гемоглобина. Большая часть изменений в структуре  гемоглобина не вызывают заболевания и чаще всего выявляются либо случайно, либо при скрининге новорожденных. Подмножество различных структурных вариантов гемоглобина может вызывать тяжелые патологии при наследовании в гомозиготном или сложном гетерозиготном состоянии в сочетании с другим структурным разновидностями или мутациями, приводящими к талассемии. Клинические последствия таких состояний могут включать анемию из-за гемолиза или полицитемию из-за изменений сродства кислорода к аномальному гемоглобину. Общие примеры вариантов гемоглобина, связанных с гемолизом, включают серповидный Hb (Hb S) и Hb C. Варианты гемоглобина обычно можно определить с помощью методов анализа на основе белков; однако для диагностики вариантов с неоднозначными или необычными результатами анализа белка могут потребоваться методы на основе ДНК. 
Основные функциональные последствия синтеза гемоглобинов со структурными нарушениями можно классифицировать следующим образом: 
- Изменение физических свойств (растворимость): распространенные мутации бета-глобина могут изменить растворимость молекулы гемоглобина: Hb S полимеризуется при дезоксигенировании, а Hb C кристаллизуется[10].
- Снижение стабильности белка (нестабильность): Нестабильные варианты гемоглобина представляют собой мутации, вызывающие осаждение молекулы гемоглобина спонтанно или при окислительном стрессе, что приводит к гемолитической анемии. Осажденный денатурированный гемоглобин может прикрепляться к внутреннему слою плазматической мембраны красных кровяных телец (эритроцитов) и образовывать тельца Гейнца[11].
- Изменение сродства к кислороду: Молекулы Hb с высоким или низким сродством к кислороду с большей вероятностью, чем обычно, принимают расслабленное (R, окси) состояние или напряженное (Т, дезокси) состояние соответственно. Варианты с высоким сродством к кислороду (состояние R) вызывают полицитемию (например, Hb Chesapeake, Hb Montefiore). Варианты с низким сродством к кислороду могут вызывать цианоз (например, Hb Kansas, Hb Beth Israel)[12].
- Окисление железа гема: мутации сайта связывания гема, особенно те, которые затрагивают консервативные проксимальные или дистальные остатки гистидина, могут продуцировать М-гемоглобин, в котором атом железа в геме окисляется из двухвалентного (Fe2+) состояния в трехвалентное (Fe3+). ) состояние с результирующей метгемоглобинемией[12].

### Б) Количественные

#### Нарушение синтеза
Изменение числа копий (например, делеция, дупликация) является частой генетической причиной количественных нарушений гемоглобина,  могут также происходить сложные перестройки и слияния генов глобина.
- Талассемии - это количественные дефекты, которые приводят к снижению уровня одного типа глобиновой цепи, создавая дисбаланс в соотношении альфа-подобных и бета-подобных цепей. Как отмечалось выше, это соотношение в норме жестко регулируется для предотвращения накопления избыточных глобиновых цепей одного типа. Избыточные цепи, которые не встраиваются в гемоглобин, образуют нефункциональные комплексы, которые осаждаются в эритроцитах. Это может привести к преждевременному разрушению эритроцитов в костном мозге (бета-талассемия) и/или в периферической крови (альфа-талассемия). Типы:
- Альфа
- Бета (большая)
- Бета (малая)

## Варианты гемоглобина
Отдельные структурные разновидности гемоглобина не обязательно являются патологическими. Например, гемоглобин Valletta и гемоглобин Marseille представляют собой два непатологических варианта гемоглобина.
- HbS
- HbC
- HbE
- Hb Bart's
- Hb D-Punjab
- HbO (Hb O-Arab)
- Hb G-Philadelphia
- Hb H
  - Hb Constant Spring
- Hb Hasharon
- Hemoglobin Kenya[13]
- Hb Korle-Bu
- Hb Lepore
- Hb M
- Hb Kansas[14][15]
- Hb N-Baltimore
- Hb Hope
- Hb Pisa

## Модели электрофоретической миграции
Идентифицировать варианты гемоглобина можно с помощью гель-электрофореза .

### Щелочной электрофорез
При щелочном электрофорезе в рядке возрастания подвижности располагаются гемоглобины A2, E=O=C, G=D=S=Lepore, F, A, K, J, Bart's, N, I и H.
Как правило, для диагностики серповидноклеточной анемии проводится определение аномальных гемоглобинов, мигрирующих в положение S, чтобы увидеть, осаждается ли гемоглобин в растворе бисульфита натрия.

### Кислотный электрофорез
При кислотном электрофорезе подвижность гемоглобинов увеличивается в таком порядке:  F, A=D=G=E=O=Lepore, S и C.
С помощью этих двух методов определяются аномальные варианты гемоглобина. Например, Hgb G-Philadelphia будет мигрировать с S при щелочном электрофорезе и будет мигрировать с A при кислотном электрофорезе соответственно.

## Эволюция
Некоторые гемоглобинопатии (и связанные с ними заболевания, такие как дефицит глюкозо-6-фосфатдегидрогеназы), по-видимому, дали эволюционное преимущество, особенно гетерозиготным организмам, в районах, эндемичных по малярии. Малярийные плазмодии живут внутри эритроцитов, но нарушают их функцию. У пациентов, предрасположенных к быстрому клиренсу эритроцитов, это может привести к раннему разрушению клеток, инфицированных паразитом, и увеличить шансы на выживание носителя этого признака.

#### Функции гемоглобина
- Транспорт кислорода от легких к тканям: это связано с особым взаимодействием глобиновых цепей, которое позволяет молекуле поглощать больше кислорода там, где его содержание повышено, и высвобождать кислород при низкой концентрации кислорода.
- Перенос углекислого газа из тканей в легкие: конечный продукт тканевого метаболизма является кислым, что увеличивает содержание ионов водорода в растворе. Ионы водорода соединяются с бикарбонатами с образованием воды и углекислого газа. Углекислый газ поглощается гемоглобином, что способствует этой обратимой реакции.
- Транспорт оксида азота: оксид азота является сосудорасширяющим соединением. Это помогает в регуляции сосудистой реакции во время стресса, например, при воспалении.

Различные структурные аномалии могут привести к любому из следующих патологических процессов:
- Анемия из-за сокращения продолжительности жизни эритроцитов или снижения выработки клеток, например, гемоглобин S, C и E.
- Повышенное сродство к кислороду: эритроциты не сразу высвобождают кислород в условиях гипоксии. Следовательно, костный мозг должен производить больше эритроцитов, что приводит к развитию полицитемии.
- Нестабильный гемоглобин: эритроциты легко разрушаются при стрессе, и происходит гемолиз с возможным развитием желтухи.
- Метгемоглобинемия: железо в гемовой части гемоглобина легко окисляется, что снижает способность гемоглобина связывать кислород. Образуется больше дезоксигенированного гемоглобина, и кровь становится цианотичной.